# 附子
附子是毛茛科烏頭屬植物乌头（Aconitum carmichaelii）的子根。根据加工方法不同而分成“盐附子”、“黑顺片”和“白附片”、“炮附子”等。

## 性味归经
辛、甘，大热；有毒。归心、肾、脾经。

## 功效
回阳救逆，补火助阳，散寒止痛。

## 与附子有关的事件
- 本始三年（公元前71年），漢宣帝的皇后许平君再度怀孕待产，权臣霍光之妻显命女医淳于衍在滋补汤药中加入附子，让许平君在分娩后服用，许平君服用后不久毒发逝世。

## 延伸阅读
[在维基数据编辑]
 《欽定古今圖書集成·博物彙編·草木典·附子部》，出自陈梦雷《古今圖書集成》

## 外部連結
- 附子 中藥材圖像數據庫  (香港浸會大學中醫藥學院) （中文）（英文）
- 生附子 Sheng Fu Zi （页面存档备份，存于） 中藥標本數據庫 (香港浸會大學中醫藥學院) （繁體中文）（英文）
- 白附子 中藥材圖像數據庫  (香港浸會大學中醫藥學院) （中文）（英文）
- 烏頭 （页面存档备份，存于） 藥用植物圖像數據庫 (香港浸會大學中醫藥學院) （中文）（英文）
- 附子 （页面存档备份，存于） 中藥方劑圖像數據庫 (香港浸會大學中醫藥學院) （中文）（英文）